# Literaturjahr 1978
Liste der Literaturjahre

◄ | 1974 | 1975 | 1976 | 1977 | Literaturjahr 1978 | 1979 | 1980 | 1981 | 1982 | ► | ►►

Weitere Ereignisse

## Ereignisse
- 8. März: Die erste Folge von Douglas Adams’ Hörspiel The Hitchhiker’s Guide to the Galaxy wird auf BBC Radio 4 ausgestrahlt.
- 15. März: Janoschs illustriertes Kinderbuch Oh, wie schön ist Panama erscheint. 1979 erhält der Autor dafür den Deutschen Jugendliteraturpreis.
- Im französischen Arles wird der Verlag Actes Sud gegründet.

### Literaturpreise
- Helmut-M.-Braem-Übersetzerpreis: Traugott König für die Übersetzung von Der Idiot der Familie von Jean-Paul Sartre
- Wilhelm Raabe-Preis der Stadt Braunschweig: Horst Bienek für Die erste Polka und Septemberlicht

- Nobelpreis für Literatur: Isaac Bashevis Singer

- Nebula Award

- Vonda N. McIntyre, Dreamsnake, Die Traumschlange, Kategorie: Bester Roman
- John Varley, The Persistence of Vision, Die Trägheit des Auges, Kategorie: Bester Kurzroman
- Charles L. Grant, A Glow of Candles, a Unicorn's Eye, Der Schein von Kerzen, das Auge des Einhorns, Kategorie: Beste Erzählung
- Edward Bryant, Stone, Die Schere zerbricht am Stein, Kategorie: Beste Kurzgeschichte

- Hugo Award

- Frederik Pohl, Gateway, Gateway, Kategorie: Bester Roman
- Spider Robinson & Jeanne Robinson, Stardance, Teil 1 des Romans: Sternentanz, Kategorie: Bester Kurzroman
- Joan D. Vinge, Eyes of Amber, Bernsteinaugen, Kategorie: Beste Erzählung
- Harlan Ellison, Jeffty Is Five, Jeffty ist fünf, Kategorie: Beste Kurzgeschichte

- Locus Award

- Frederik Pohl, Gateway, Gateway, Kategorie: Bester SF-Roman
- J. R. R. Tolkien, The Silmarillion, Das Silmarillion, Kategorie: Bester Fantasy-Roman
- Spider Robinson & Jeanne Robinson, Stardance, Teil 1 des Romans: Sternentanz, Kategorie: Bester Kurzroman
- Joe Haldeman, Tricentennial, Kategorie: Beste Kurzgeschichte

## Neuerscheinungen
Belletristik
- 1985 – Anthony Burgess
- Aus großer Zeit – Walter Kempowski
- Das blaue Bidet – Joseph Breitbach
- Das goldene Notizbuch – Doris Lessing
- Die Hand Oberons – Roger Zelazny
- Heimatmuseum – Siegfried Lenz
- Hurra, wir leben noch – Johannes Mario Simmel
- Ja – Thomas Bernhard
- Märkische Forschungen – Günter de Bruyn
- Der menschliche Faktor – Graham Greene
- Morenga – Uwe Timm
- Nacht über der Erde – Maria Dąbrowska
- November 1918. Eine deutsche Revolution (1. Gesamtausgabe des Werks) – Alfred Döblin
- Palast der Winde – Mary M. Kaye
- Die Schwerkraft der Verhältnisse – Marianne Fritz
- Sieben Jahre zählen nicht – Lidija Beljajewa
- The Stand – Stephen King
- Der Stimmenimitator – Thomas Bernhard
- Traumtänze – Egon Aderhold
- Der Verfolger – Julio Cortázar
- W oder die Erinnerung an die Kindheit – Georges Perec

Drama
- Betrogen – Harold Pinter
- Vergrabenes Kind – Sam Shepard
- Der Weltverbesserer – Thomas Bernhard

Lyrik
- Ballade vom preußischen Ikarus – Wolf Biermann
- bibliothek – Ernst Jandl

Essay & Sachliteratur
- Die dampfenden Hälse der Pferde im Turm von Babel – Franz Fühmann (Text) und Egbert Herfurth (Illustrationen)
- Mal Regen und mal Sonnenschein – Siegfried Linke
- Wir Kinder vom Bahnhof Zoo – Kai Hermann und Horst Rieck
- Ein Zimmer für sich allein (dEA) – Virginia Woolf

Kinder- und Jugendliteratur
- Einbrecher Ede – Allan und Janet Ahlberg
- Freight Train – Donald Crews
- Hau ab, du Flasche! – Ann Ladiges

## Geboren
- 25. Januar: Nils Westerboer, deutscher Science-Fiction-Schriftsteller
- 27. Januar: Paolo Cognetti, italienischer Schriftsteller
- 08. März: Samanta Schweblin, argentinische Schriftstellerin
- 03. April: Benjamin Maack, deutscher Journalist, Dichter und Schriftsteller
- 15. Mai: Andrea Fazioli, italienischsprachiger Schweizer Schriftsteller
- 11. Juni: Mario Fesler, deutscher Schriftsteller
- 30. Juni: Dinaw Mengestu, äthiopisch-US-amerikanischer Schriftsteller
- 24. Juli: Madeline Miller, US-amerikanische Schriftstellerin
- 24. Juli: Ariadne von Schirach, deutsche Autorin und Philosophin
- 06. September: Peeter Helme, estnischer Schriftsteller, Literaturkritiker und Übersetzer
- 15. Oktober: Blake Crouch, US-amerikanischer Schriftsteller
- 24. Oktober: Kei Miller, jamaikanischer Dichter, Schriftsteller, Essayist und Literaturwissenschaftler

### Genaues Datum unbekannt
- Asal Dardan, iranisch-deutsche Schriftstellerin und Essayistin
- Viktor Funk, deutscher Schriftsteller und Journalist
- Stefanie Höfler, deutsche Autorin von Kinder- und Jugendbüchern
- Anne Lepper, deutsche Schriftstellerin und Dramatikerin
- Kathleen Weise, deutsche Schriftstellerin und Verlagslektorin
- Insa Wilke, deutsche Literaturkritikerin, Herausgeberin und Moderatorin

## Gestorben
- 13. Januar: Maurice Carême, belgischer Dichter und Schriftsteller (* 1899)
- 22. Januar: Léon-Gontran Damas, guayanischer Dichter und Schriftsteller (* 1912)
- 28. Januar: Arnold Hauser, ungarischer Kunsthistoriker und -soziologe (* 1892)
- 29. Januar: Stanisław Dygat, polnischer Schriftsteller (* 1914)
- 11. Februar: Harry Martinson, schwedischer Schriftsteller und Nobelpreisträger (* 1904)
- 15. Februar: Josef Pelz von Felinau, österreichischer Schriftsteller und Hörspielautor (* 1895)
- 25. Februar: Hugo Friedrich, deutscher Romanist (* 1904)
- 28. Februar: Eric Frank Russell, britischer Science-Fiction-Autor (* 1905)
- 12. März: Agustín Acosta, kubanischer Politiker und Schriftsteller (* 1886)
- 17. März: Horst Biernath, deutscher Schriftsteller (* 1905)
- 17. März: Leigh Brackett, US-amerikanische Schriftstellerin (* 1915)
- 19. März: Herbert Günther, deutscher Schriftsteller (* 1906)
- 20. März: Robert Gilbert, deutscher Textdichter, Lyriker und Romanautor (* 1899)
- 25. April: Zenta Mauriņa, lettische Schriftstellerin (* 1897)
- 1. Mai: Sylvia Townsend Warner, britische Schriftstellerin (* 1893)
- 21. Mai: Kurt Halbritter, deutscher satirischer Zeichner und Autor (* 1924)
- 12. Juni: Guo Moruo, chinesischer Schriftsteller und Politiker (* 1892)
- 31. Juli: Werner Finck, deutscher Kabarettist und Schriftsteller (* 1902)
- 22. August: Ignazio Silone, italienischer Schriftsteller (* 1900)
- 02. September: Gerhard Wahrig, deutscher Sprachwissenschaftler und Lexikograph (* 1923)
- 11. September: Georgi Markow, bulgarischer Schriftsteller (* 1929)
- 09. Oktober: Jacques Brel, belgischer Chansonnier (* 1929)
- 16. Oktober: Alexander Spoerl, deutscher Schriftsteller (* 1917)
- 17. Oktober: Jean Améry, österreichischer Schriftsteller (* 1912)
- 02. November: Giuseppe Berto, italienischer Schriftsteller (* 1914)
- 07. November: Jorge Carrera Andrade, ecuadorianischer Lyriker, Schriftsteller und Diplomat (* 1903)
- 15. November: Margaret Mead, US-amerikanische Anthropologin  und Ethnologin (* 1901)
- 23. November: Hanns Johst, deutscher Schriftsteller und nationalsozialistischer Funktionär (* 1890)
- 14. Dezember: Salvador de Madariaga, spanischer Diplomat und Schriftsteller (* 1886)